# قاتل الطائفة (فلم)
قاتل الطائفة (بالإنجليزية: Cult Killer) تم إنتاج فيلم الإثارة والجريمة الأمريكي عام 2024، وهو من إخراج جون كيز وكتابة تشارلز بيرنلي، وبطولة أليس إيف وأنطونيو بانديراس.

## الفكرة الرئيسية
لكشف هوية قاتل معلمها، تتحالف محققة شابة مع قاتل متسلسل.

## طاقم العمل
- أليس إيف في دور كاسي هولت
- أنتونيو بانديراس في دور مايكل تاليني
- بول ريد في دور روري مكماهون
- شلي هينينج في دور جيمي دوغلاس

## الإنتاج
كتب تشارلز بيرنلي الفيلم وأخرجه جون كيس. كان الفيلم يحمل في البداية عنوان العمل "The Last Girl". تم إنتاج الفيلم من قبل جوردان ييل ليفين، «جوردان بيكمان»، و«مايكل جي. روثستين» لشركة ييل، وكذلك «ريتشارد بولغر وكونور باري» من Hail Mary Pictures، و«ريتشارد كلابو».

### اختيار الطاقم
انضمت أليس إيف، شلي هينينج، وأنتونيو بانديراس إلى طاقم العمل في يونيو 2022.

### التصوير
أُجري التصوير الرئيسي في أيرلندا وتم الانتهاء منه في سبتمبر 2022.

## الإصدار
صدر الفيلم في الولايات المتحدة في 19 يناير 2024.